# Сальватор Роза
Сальвато́р Ро́за (італ. Salvator Rosa; 21 липня або 20 червня 1615, Аренела, Кампанія — 15 березня 1673, Рим) — італійський живописець, гравер та поет. Представник неаполітанської школи, Роза виходив за межі сучасних йому норм (і в мистецтві, і в житті), за духом наближаючись до романтизму.

## Життєпис
Митець народився в селищі Арене́ла, що нині є одним із десяти районів міста Неаполь. Рано втративши батька, разом із двома братами був вихований материним батьком — дідом Віто Греко. Проти волі діда, який наполягав на здобутті професії адвоката або священика, Сальватор цікавиться живописом. Відгуки місцевих малярів на його роботи лише підігрівають інтерес до творчості. Дев'ятнадцятирічний юнак їде у Рим, де зближується з відомою демократизмом школою Бамбоччанті Пітера ван Лара (bamboccio — мотанка з ганчір'я).

### Зрілі роки
Мандрівна фортуна, притаманна багатьом світочам італійської культури, супроводжувала також і цього митця. Його життєві й творчі шляхи лежать між Неаполем, Римом та Флоренцією. 

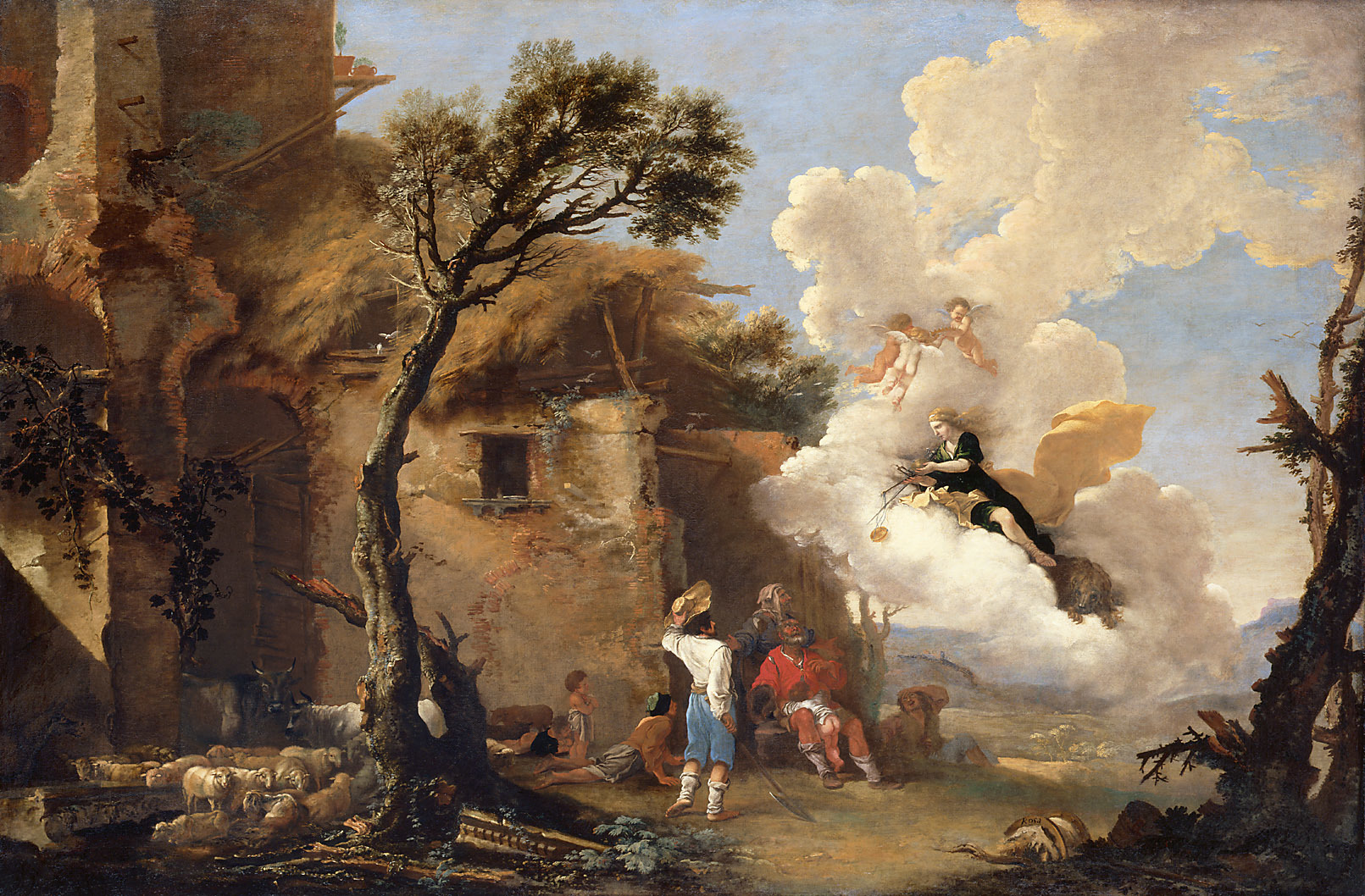
Астрея залишає аркадіян

В Римі Сальватор випробовує себе в вуличних виставах карнавалу, граючи гостро сатиричні сцени. Роза створював репліки та вірші і його постановки користувались успіхом, а сам він зажив ворогів серед осміяних його масками жителів та театралів «елітного району» Трастевере.

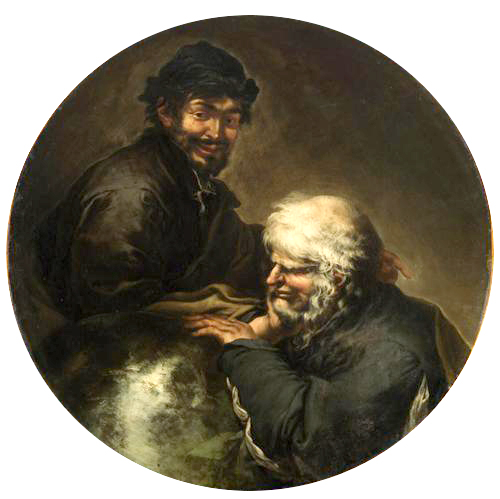
Геракліт і Демокріт

40-ві роки Сальваторе проводить у Флоренції під патронатом кардинала Джан-Карло Медічі, підтримує Accademia dei Percossi — вільне об'єднання драматургів, поетів та художників. На батьківщині Данте Сальватор Роза пише свої найвідоміші сатири: Музика, Малювання, Поезія, Війна. Продовжує займатись музикою (грав на лютні). Його малярський доробок того періоду — численні пейзажі з видами диких, часом фантастичних місцевостей, іноді населені грабіжниками або солдатами; ці твори вирізняє вільна експресивна манера письма, похмурий колорит, різкі контрасти світла й тіні. В 1647-му році митець повертається в Неаполь.

### Художник і повстання Масаньєли

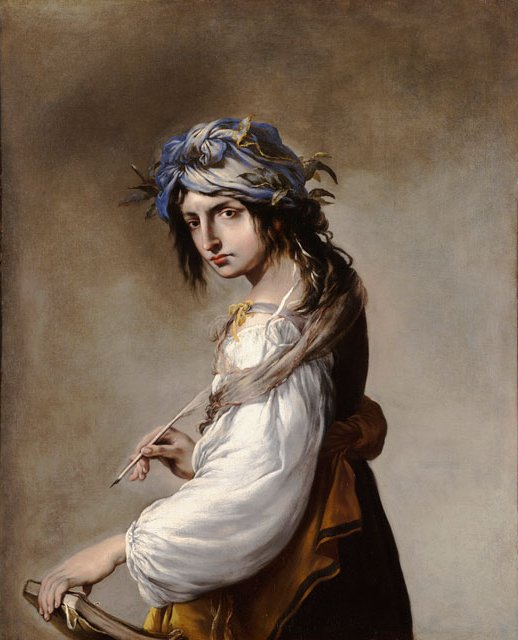
Лукреція — Поезія

Існує декілька версій щодо участі Сальваторе Рози у повстанні Мазаньєлли. На той час Неаполітанське королівство перебувало під владою іспанських Габсбургів. 27-річний рибалка Томазо Аньєлло став керівником народного заколоту проти заморських володарів. Припускається, що разом із іншими митцями Роза входив у Compagnia della Morte — команду, яка вишукувала і вбивала іспанців. Після придушення повстання Хуаном Австрійським Молодшим, за припущенням, митець-бунтар деякий час прожив серед розбійників. А 1649 року з'явився в Римі.
Наступне десятиріччя — знов у Флоренції. Чудова освіта дозволяла Сальваторові бути різнобічним у підборі сюжетів. Він автор картин і гравюр на біблійні, міфологічні, історичні теми. Одна з найцікавіших серій робіт — зображення найвидатніших античних мислителів: Сократа, Піфагора, Геракліта, Діогена, Демокріта та інших.
У поважному віці Сальваторе одружився зі флорентійкою на ім'я Лукреція, яка народила від нього двох синів. Помер через хворобу і похований в Римі.

## Творчий доробок
Роботи Сальватора Рози зберігаються в багатьох зібраннях світу: у Віденському художньо-історичному музеї, в музеї Уодсворта та нью-йоркському Метрополітен (США), в Лондонській національній галереї, в Каунасі та в Дрездені. В Україні зберігається картина «Пейзаж з поламаним деревом» (Національний музей мистецтв імені Богдана та Варвари Ханенків).

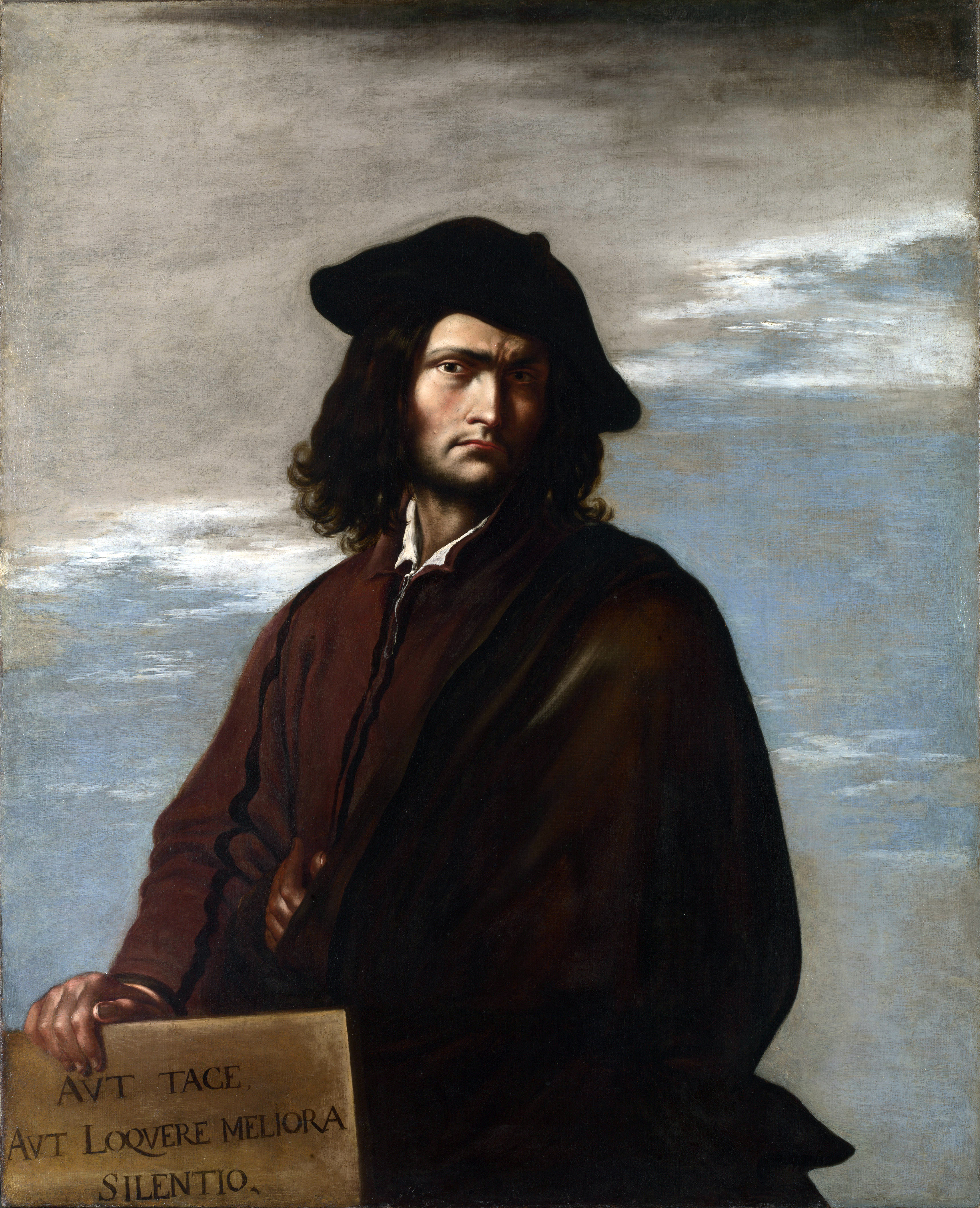
С. Роза. «Або мовчи, або кажи таке, що краще мовчання», Національна галерея (Лондон)

## Галерея

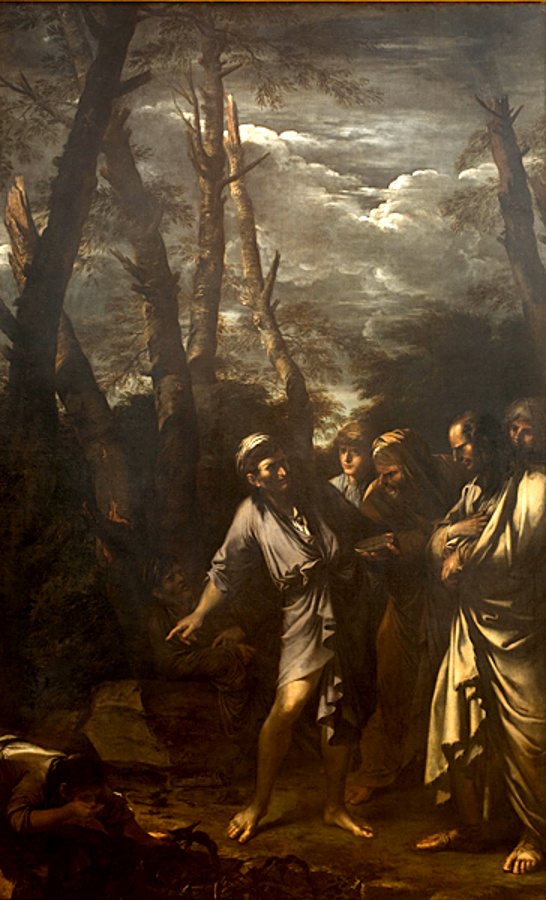
С. Роза. «Відмова філософа Діогена від посудини для пиття», 1651 р. Державний музей мистецтв (Копенгаген)
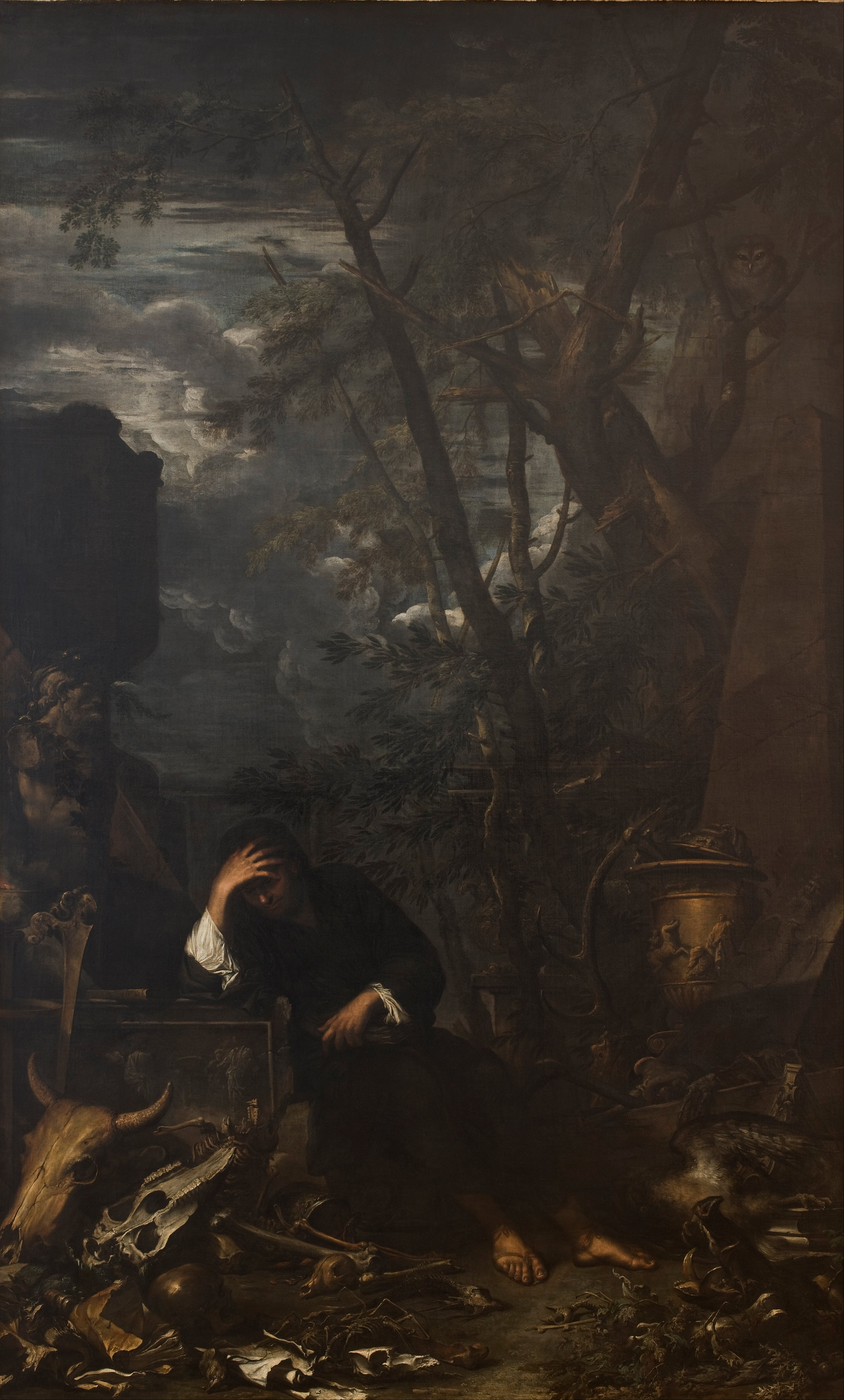
С. Роза. «Філософ Демокріт», 1651 р. Державний музей мистецтв (Копенгаген)

## Джерела

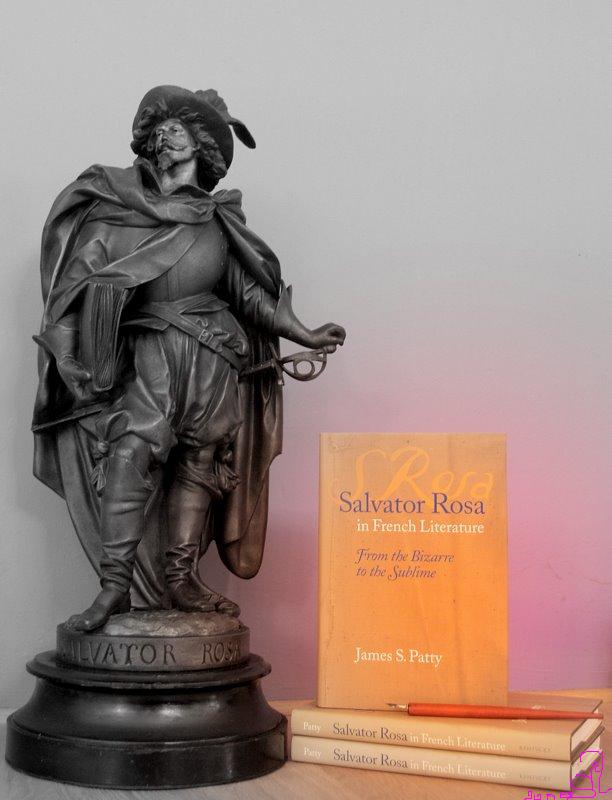
Пам'яті Сальватора Рози.